# Туздибастау
Туздибаста́у (каз. Тұздыбастау) — село у складі Талгарського району Алматинської області Казахстану. Адміністративний центр та єдиний населений пункт Туздибастауського сільського округу.
У радянські часи село називалось Калініно.
Населення — 21693 особи (2021; 12577 у 2009, 9182 у 1999, 7723 у 1989).